# NINE ONE
『NINE ONE　くノ一妖獣伝説』（ないんわん　くのいちようじゅうでんせつ）は1995年6月23日に発売されたオリジナルビデオ。

## キャスト
- 望月祐多
- 白石久美
- 平沙織
- 飛田英里
- ミッキー・カーチス

## スタッフ
- 制作指揮官:菊池勇完
- 企画:平尾忠信
- 制作:高沢吉紀
- 監督:井上真介
- 脚本:小中千昭
- 撮影:芋野昇